# Мрамбская базилика
Церковь в селе Мрамба — раннесредневековое культовое сооружение — одноапсидная однонефная базилика в селе Мрамба республики Абхазии.

## Описание
Рядом с развалинами церкви, построенной в 1920 году, в 1981 году археологами Ю. Н. Вороновым и О. Х. Бгажбой были обнаружены остатки фундаментов древнего храма, предварительно датировав его XI—XIV веками. Затем храм был определён как базилика VI—VII веков. Это была простая в плане небольшая однонефная церковь с апсидой, пятигранной снаружи и подковообразной изнутри. У развалин церкви 1920 года ранее, во время археологических изысканий 1960—1971 годов и в 1981—1982 годах были найдены архитектурные фрагменты из известняка с изображениями раннехристианских символов с простыми мотивами, характерными для сельской местности. Это равноконечные кресты в круге, птицы, виноград, рыбы, вихревые (солярные) многолепестковые розетки. Четырёх- и шестилепестковые розетки иногда заменяли символ креста. Предположительно плиты предназначались для украшения разных церквей и в разное время. По предположению Л. Г. Хрушковой простые и типичные стили раннехристианских символик и особенности плана позволили датировать мрамбскую базилику VI веком. Найденные рельефные плиты были использованы в качестве сполий в кладке церкви 1920 года без учёта своего прежнего назначения. В процессе археологических исследований 1981—1982 годов выяснилось, что между XI и XIV веками раннехристианская церковь восстанавливалась из руин. Под фундаментом мрамбской церкви были обнаружены остатки более древнего раннехристианского здания. В связи с чем исследователь Е. Ю Ендольцева предполагает, что анализируемые рельефные плиты могли быть изготовлены и украшали не раннехристианский храм, а восстановленную средневековую церковь XI—XIV веков. В этом случае рельефы из Мрамбы, а также Анакопии и с Сухумской горы составляют особую группу архитектурных украшений внутри такого художественного явления, как «искусство Абхазского царства».